# Boult
Boult é uma comuna francesa na região administrativa de Borgonha-Franco-Condado, no departamento de Alto Sona. Estende-se por uma área de 14,62 km². Em 2010 a comuna tinha 664 habitantes (densidade: 45,4 hab./km²).